# Головчак строкатий
Головчак строкатий (Pyrgus alveus) — вид денних метеликів родини Головчаки (Hesperiidae).

## Поширення
Вид поширений у Європі, Північно-Західній Африці, на Кавказі, помірній Азії до Східного Сибіру.
В Україні поширений у лісовій зоні та Карпатах. У лісостеповій та степовій зонах рідкісний та локальний.

## Спосіб життя
Метелики спостерігаються з кінця липня до кінця серпня. Самиці відкладають яйця по одному на нижню сторону листя кормових рослин. Гусінь живиться листям китяток, перстачу, сонцецвіту, будяка, малини тощо. Зимують гусениці передостаннього віку, але можуть зимувати і другого (L2) віку.